# Cocheren
Cocheren [kɔʃʁən] est une commune française de l'agglomération de Forbach, située dans le département de la Moselle, en région Grand Est. Elle est localisée dans la région naturelle du Warndt et dans le bassin de vie de la Moselle-Est.

## Géographie
| Großrosseln (Allemagne)     | Rosbruck       | Morsbach (par un quadripoint), Folkling |
| Freyming-Merlebach, Betting | Cocheren       | Théding                                 |
| Béning-lès-Saint-Avold      | Farébersviller |                                         |

La localité est située dans la vallée de la Rosselle, à 7 km au sud-ouest de Forbach, au pied de la colline du Hérapel qui culmine à 330 mètres.
Sur la rive droite de la Kocherenbach, Cocheren-village, au passé si ancien, où les hommes avaient déjà choisi de vivre il y a plus de deux mille ans… Sur la rive gauche, la Cité Belle-Roche, si jeune encore, qui est née dans les années 1950 (ancienne rédaction : il y a quarante ans à peine), sur les terres de l’ancien domaine de Ditschviller.

### Écarts et lieux-dits
- Ditschviller,	Kehlloch, Herapel.

### Hydrographie

#### Réseau hydrographique
La commune est située dans le bassin versant du Rhin au sein du bassin Rhin-Meuse. Elle est drainée par la Rosselle, le ruisseau de Cocheren et le ruisseau le Wimbornbach.
La Rosselle, d'une longueur totale de 32,8 km, prend sa source dans la commune de Boucheporn traverse treize communes françaises puis, au-delà de Petite-Rosselle, poursuit son cours en Allemagne où elle se jette dans la Sarre.

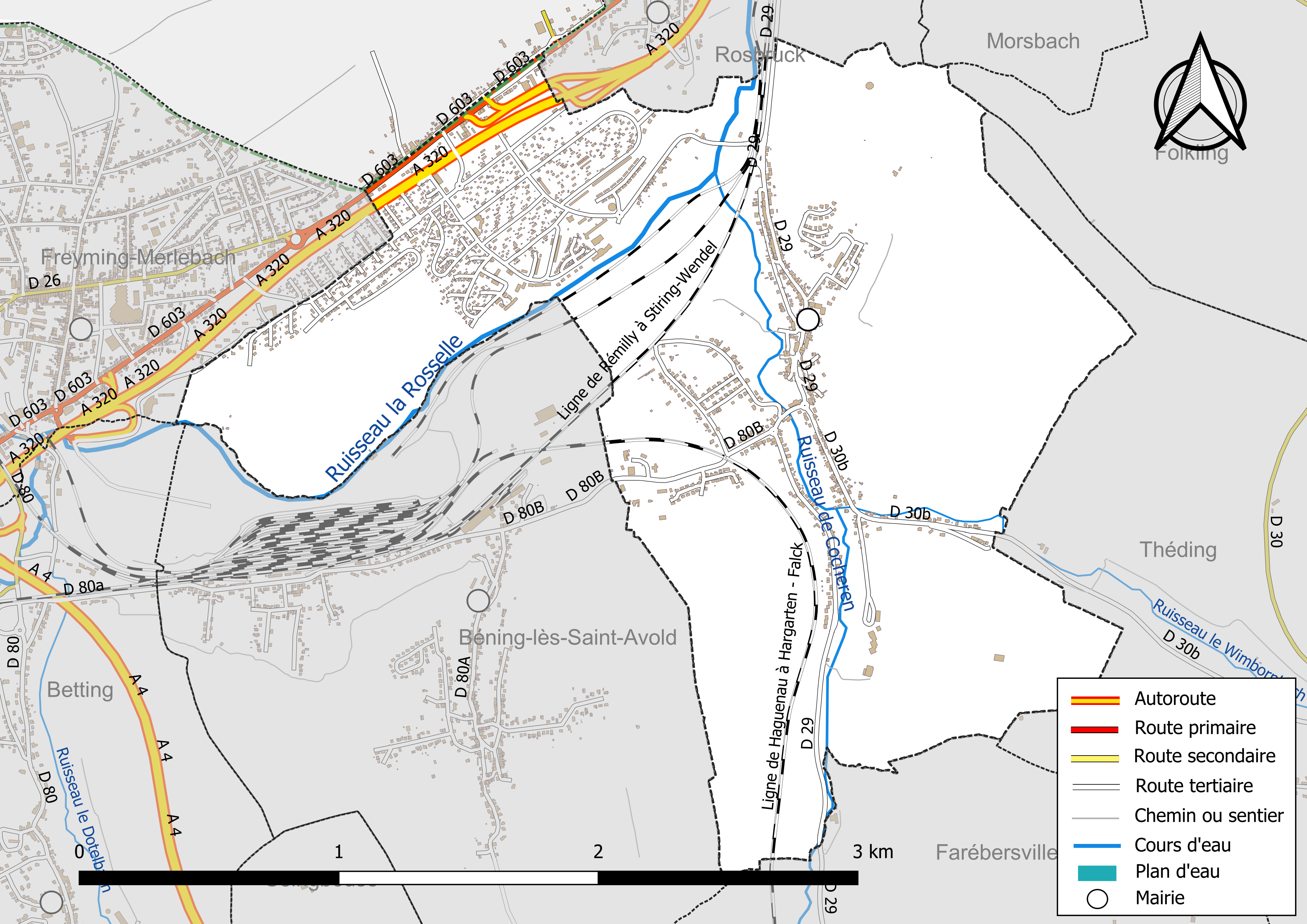
Réseaux hydrographique et routier de Cocheren.

#### Gestion et qualité des eaux
Le territoire communal est couvert par le schéma d'aménagement et de gestion des eaux (SAGE) « Bassin Houiller ». Ce document de planification, dont le territoire est approximativement délimité par un triangle formé par les villes de Creutzwald, Faulquemont et Forbach, d'une superficie de 576 km2, a été approuvé le 27 octobre 2017. La structure porteuse de l'élaboration et de la mise en œuvre est la région Grand Est. Il définit sur son territoire les objectifs généraux d’utilisation, de mise en valeur et de protection quantitative et qualitative des ressources en eau superficielle et souterraine, en respect des objectifs de qualité définis dans le SDAGE  du Bassin Rhin-Meuse.
La qualité des eaux des principaux cours d’eau de la commune, notamment du ruisseau la Rosselle, peut être consultée sur un site dédié géré par les agences de l'eau et l'Agence française pour la biodiversité.

### Climat
Pour des articles plus généraux, voir Climat du Grand Est et Climat de la Moselle.
En 2010, le climat de la commune est de type climat des marges montargnardes, selon une étude du Centre national de la recherche scientifique s'appuyant sur une série de données couvrant la période 1971-2000. En 2020, Météo-France publie une typologie des climats de la France métropolitaine dans laquelle la commune est exposée à un climat semi-continental et est dans la région climatique  Lorraine, plateau de Langres, Morvan, caractérisée par un hiver rude (1,5 °C), des vents modérés et des brouillards fréquents en automne et hiver. 
Pour la période 1971-2000, la température annuelle moyenne est de 9,6 °C, avec une amplitude thermique annuelle de 16,7 °C. Le cumul annuel moyen de précipitations est de 929 mm, avec 12,3 jours de précipitations en janvier et 9,8 jours en juillet. Pour la période 1991-2020, la température moyenne annuelle observée sur la station météorologique de Météo-France la plus proche, « Seingbouse », sur la commune de Seingbouse à 4 km à vol d'oiseau, est de 10,5 °C et le cumul annuel moyen de précipitations est de 731,4 mm. 
La température maximale relevée sur cette station est de 37,9 °C, atteinte le 25 juillet 2019 ; la température minimale est de −17 °C, atteinte le 20 décembre 2009,,. 
| Mois                                  | jan.           | fév.           | mars           | avril         | mai           | juin          | jui.          | août          | sep.          | oct.          | nov.          | déc.          | année     |
| ------------------------------------- | -------------- | -------------- | -------------- | ------------- | ------------- | ------------- | ------------- | ------------- | ------------- | ------------- | ------------- | ------------- | --------- |
| Température minimale moyenne (°C)     | −0,4           | −0,2           | 2,2            | 5,9           | 9,1           | 12,6          | 14,6          | 14,2          | 10,8          | 7,4           | 3,6           | 0,5           | 6,7       |
| Température moyenne (°C)              | 1,8            | 2,6            | 6,1            | 10,7          | 13,8          | 17,6          | 19,7          | 19,1          | 15,4          | 10,9          | 6             | 2,7           | 10,5      |
| Température maximale moyenne (°C)     | 4              | 5,4            | 10             | 15,5          | 18,6          | 22,5          | 24,7          | 24            | 20            | 14,4          | 8,5           | 4,8           | 14,4      |
| Record de froid (°C) date du record   | −12,3 07.01.09 | −15,3 07.02.12 | −12,4 01.03.05 | −3,4 04.04.22 | −0,3 05.05.19 | 3,9 08.06.05  | 7,4 31.07.15  | 5,8 26.08.18  | 3,1 30.09.22  | −5,2 29.10.12 | −5,8 30.11.16 | −17 20.12.09  | −17 2009  |
| Record de chaleur (°C) date du record | 13,9 01.01.22  | 21,4 27.02.19  | 23,9 31.03.21  | 26,8 21.04.18 | 30,7 28.05.17 | 35,2 26.06.19 | 37,9 25.07.19 | 37,8 09.08.03 | 32,6 15.09.20 | 27 02.10.23   | 21 02.11.20   | 14,9 31.12.22 | 37,9 2019 |
| Précipitations (mm)                   | 63             | 57,7           | 55,3           | 39,8          | 68,9          | 60,3          | 54,7          | 68,4          | 54,8          | 61,4          | 66            | 81,1          | 731,4     |

| Diagramme climatique                                  |             |           |             |             |              |              |            |            |             |          |            |
| J                                                     | F           | M         | A           | M           | J            | J            | A          | S          | O           | N        | D          |
| 4−0,463                                               | 5,4−0,257,7 | 102,255,3 | 15,55,939,8 | 18,69,168,9 | 22,512,660,3 | 24,714,654,7 | 2414,268,4 | 2010,854,8 | 14,47,461,4 | 8,53,666 | 4,80,581,1 |
| Moyennes : • Temp. maxi et mini °C • Précipitation mm |             |           |             |             |              |              |            |            |             |          |            |

Les paramètres climatiques de la commune ont été estimés pour le milieu du siècle (2041-2070) selon différents scénarios d'émission de gaz à effet de serre à partir des nouvelles projections climatiques de référence DRIAS-2020. Ils sont consultables sur un site dédié publié par Météo-France en novembre 2022.

## Urbanisme

### Typologie
Au 1er janvier 2024, Cocheren est catégorisée ceinture urbaine, selon la nouvelle grille communale de densité à sept niveaux définie par l'Insee en 2022.
Elle appartient à l'unité urbaine de Sarrebruck (ALL)-Forbach (partie française), une agglomération internationale regroupant 15  communes, dont elle est une commune de la banlieue,,. Par ailleurs la commune fait partie de l'aire d'attraction de Forbach (partie française), dont elle est une commune de la couronne,. Cette aire, qui regroupe 10 communes, est catégorisée dans les aires de moins de 50 000 habitants,.

### Occupation des sols
L'occupation des sols de la commune, telle qu'elle ressort de la base de données européenne d’occupation biophysique des sols Corine Land Cover (CLC), est marquée par l'importance des forêts et milieux semi-naturels (40,5 % en 2018), une proportion sensiblement équivalente à celle de 1990 (40,9 %). La répartition détaillée en 2018 est la suivante : 
forêts (37,9 %), zones urbanisées (25,3 %), zones agricoles hétérogènes (17,5 %), prairies (8,4 %), espaces verts artificialisés, non agricoles (3,5 %), zones industrielles ou commerciales et réseaux de communication (2,9 %), milieux à végétation arbustive et/ou herbacée (2,6 %), terres arables (1,9 %). L'évolution de l’occupation des sols de la commune et de ses infrastructures peut être observée sur les différentes représentations cartographiques du territoire : la carte de Cassini (XVIIIe siècle), la carte d'état-major (1820-1866) et les cartes ou photos aériennes de l'IGN pour la période actuelle (1950 à aujourd'hui).

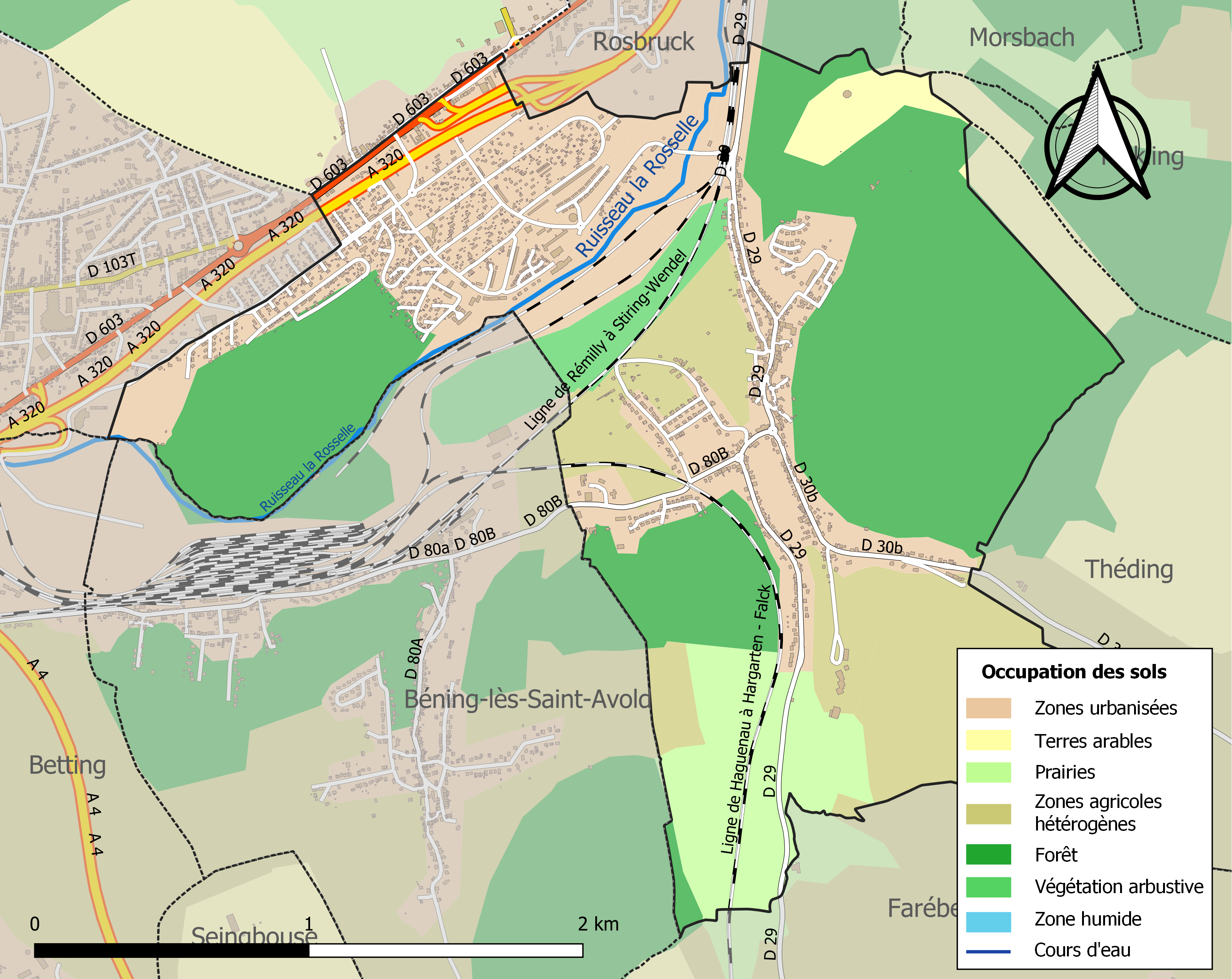
Carte des infrastructures et de l'occupation des sols de la commune en 2018 (CLC).

## Toponymie
- Cocheren[17] : Cocheres (1322), Cochern (1365), Rochern (1594), Kocher (1595), Kochern (1688), Cochren (1751), Koheren et Cokeren (1756), Coquereim (Deliste, carte du Rhin), Kochern (1871-1918). En francique lorrain : Kochere et Kuchern.
- Ditschviller[17] : Dickeswilre (1365), Dietzweiler (1684), Ditzsweiler[18] & Ditzschweiler (1751), Ditzviller ou Dietzweiller (1779), Dietzweiler (1782), Ditschweiler (carte de l'état-major), Ditschwiller (XIXe siècle). Le moulin de Ditschviller  est également appelé Kaas'en Mühle[18].

### Sobriquets
- Anciens sobriquets désignant les habitants[19] : Die Bohnesäck (les sacs à haricots), Die Felseritscher (ceux qui glissent sur les rochers), Die Eicherde (les écureuils), Die Bäsekrämer (les marchands de balais).

## Histoire
- Dépendait de l'ancienne province de Lorraine.
- Au XVIIIe siècle, le château de Ditschviller fut la résidence d’été du comte de Forbach.
- Cocheren, village frontalier mosellan, fait partie du canton de Forbach depuis 1790.
- L'ancien hameau de Girlingen était situé sur la commune, détruit à la fin du XVIIe siècle[20].
- La ville est située de part et d’autre de la rivière Kocherenbach au pied du site gallo-romain du Hérapel. Il y a quelques années ont été retrouvées des traces de civilisation celte.
- Les vestiges archéologiques trouvés sur le site du Hérapel sont dispersés dans divers musées français (Sarreguemines et Metz) et allemands, les grandes fouilles ayant eu lieu avant la Première Guerre mondiale et sous administration allemande de 1871 à 1914.

## Politique et administration

### Liste des maires
| Période                                  | Période          | Identité            | Étiquette | Qualité |
| ---------------------------------------- | ---------------- | ------------------- | --------- | --- |
| 1840                                     | 1870             | Pierre Walter       |           | |
| 1871                                     | 1876             | Nicolas Houp        |           | |
| 1877                                     | 1880             | Schmidt             |           | |
| 1881                                     | 1886             | Schwartz            |           | |
| 1887                                     | 1894             | Nicolas Neu         |           | |
| 1895                                     | 1900             | Haag                |           | |
| 1901                                     | 1916             | Nicolas Schmidt     |           | |
| 1917                                     | 1918             | Emile Eblinger      |           | |
| 1919                                     | 1919             | Muller              |           | |
| 1919                                     | 1940             | Alphonse Kaas       |           | |
| 1940                                     | 1944             | Joseph Lacour       |           | |
| 1944                                     | octobre 1947     | Alphonse Kaas       |           | |
| octobre 1947                             | mars 1959        | Albert Braun        |           | |
| mars 1959                                | mars 1965        | Jean Dauster        |           | |
| mars 1965                                | mars 1977        | Adrien Landfrid     |           | |
| mars 1977                                | 1997 (démission) | Paul Bladt          | PS        | Ajusteur retraité Député de la 6e circonscription de la Moselle (1981 → 1986) Conseiller général du canton de Behren-lès-Forbach (1988 → 2008) |
| 1997                                     | En cours         | Jean-Bernard Martin | SE        | Chef de section principal des travaux publics de l'État Conseiller général du canton de Behren-lès-Forbach (2008 → 2015)                       |
| Les données manquantes sont à compléter. |                  |                     |           | |

### Jumelage
Le village est jumelé depuis 1985 avec le village allemand de Lampaden, une municipalité du Verbandsgemeinde de Kell am See, dans l'arrondissement de Trèves-Saarburg, en Rhénanie-Palatinat, dans l'ouest de l'Allemagne.
L’origine du jumelage a été initiée par un gendarme originaire de Cocheren, stationné à Saarburg, et un habitant de Lampaden, fonctionnaire de Police dans cette même ville. Ce sont les élus en fonction à l’époque qui ont concrétisé le jumelage, Monsieur Paul Bladt, Député Maire de Cocheren, et Monsieur Théo Wilhem, Maire de Lampaden.
Les cérémonies officielles ont lieu le 1er septembre 1985 à Cocheren et le 22 juin 1986 à Lampaden.
Le 25e anniversaire du jumelage a été fêté le 22 août 2010 à Cocheren et le 18 septembre 2011 à Lampaden.

## Démographie
L'évolution du nombre d'habitants est connue à travers les recensements de la population effectués dans la commune depuis 1793. Pour les communes de moins de 10 000 habitants, une enquête de recensement portant sur toute la population est réalisée tous les cinq ans, les populations de référence des années intermédiaires étant quant à elles estimées par interpolation ou extrapolation. Pour la commune, le premier recensement exhaustif entrant dans le cadre du nouveau dispositif a été réalisé en 2004.

En 2022, la commune comptait 3 351 habitants, en évolution de −4,99 % par rapport à 2016 (Moselle : +0,52 %, France hors Mayotte : +2,11 %).
| 1793 | 1800 | 1806 | 1821 | 1836 | 1841 | 1861 | 1866 | 1871 |
| ---- | ---- | ---- | ---- | ---- | ---- | ---- | ---- | ---- |
| 422  | 433  | 468  | 505  | 624  | 572  | 510  | 523  | 502  |

| 1875 | 1880 | 1885 | 1890 | 1895 | 1900 | 1905 | 1910 | 1921 |
| ---- | ---- | ---- | ---- | ---- | ---- | ---- | ---- | ---- |
| 489  | 462  | 477  | 495  | 574  | 659  | 722  | 840  | 834  |

| 1926 | 1931 | 1936 | 1946 | 1954  | 1962  | 1968  | 1975  | 1982  |
| ---- | ---- | ---- | ---- | ----- | ----- | ----- | ----- | ----- |
| 899  | 914  | 996  | 951  | 3 244 | 4 574 | 4 227 | 3 731 | 3 544 |

| 1990  | 1999  | 2004  | 2006  | 2009  | 2014  | 2019  | 2022  | - |
| ----- | ----- | ----- | ----- | ----- | ----- | ----- | ----- | - |
| 3 425 | 3 293 | 3 360 | 3 352 | 3 482 | 3 518 | 3 380 | 3 351 | - |

## Enseignement
Les établissements scolaires de Cocheren sont rattachés à l'académie de Nancy-Metz. Pour le calendrier des vacances scolaires, la ville se trouve en zone B.
La ville de Cocheren compte plusieurs établissements scolaires :
- le groupe scolaire Thomas-Pesquet (fusion des anciens groupes scolaires Jean-Lurçat et des Frères-Lerond).
- le collège Le Herapel, qui accueille les élèves de la ville et ceux originaires des localités voisines de Folkling, Gaubiving, Béning-lès-Saint-Avold, Morsbach et Rosbruck.

## Culture locale et patrimoine

### Lieux et monuments

#### Édifices civils
- Vestiges gallo-romains : sur la montagne d'Hérapel, traces d'un camp et d'un temple d'Apollon ; vase.
- Fontaine de dévotion miraculeuse d'Hérapel : selon la légende, l'eau de cette source serait bénéfique pour les yeux et pour les cheveux.
- Château de Ditschviller XVIIIe siècle, restauré XIXe siècle.

#### Édifices religieux
- Église de la Sainte-Trinité 1780 : très riche mobilier XIXe siècle.
- Église Notre-Dame-des-Houillères (Cité Belle Roche).
- Chapelle Sainte-Hélène, bâtie dans la roche.

#### Prêtres de la commune
1944-1987 : Abbé Joseph Bour (Belle-Roche) puis rattaché au village
1802-1805 : Abbé Jean Nicolas Decker
1806-1810 : Abbé Jean Kremer
1810-1812 : Abbé Jean Grotius
1812-1818 : Abbé Hyacinthe Courte
1818-1822 : Abbé François Fey
1822-1830 : Abbé Antoine Grotzinger
1830-1833 : Abbé Antoine Gapp
1833-1841 : Stéphane Guingler
1841-1842 : Abbé Nicolas Kollen
1842-1873 : Abbé Nicolas Neis
1873-1874 : Abbé Jacques Fabing
1874-1884 : Abbé Jean Marc Fabing
1884-1888 : Abbé Jean Pierre Riff
1888-1897 : Abbé Louis Hessemann
1897-1926 : Abbé Jean Vagner
1926-1941 : Abbé Jean Adam
1941-1945 : Abbé Alfred Rohmer
1945-1962 : Abbé Jean Adam
1962-1987 : Abbé Marcel Poinsignon
1987-1995 : Abbé Bernard Basselin
1995-2011 : Abbé Clément Reiff
2011-2016 : Abbé Martin Pyza

depuis 2016- : Abbé Gérard Zawadski

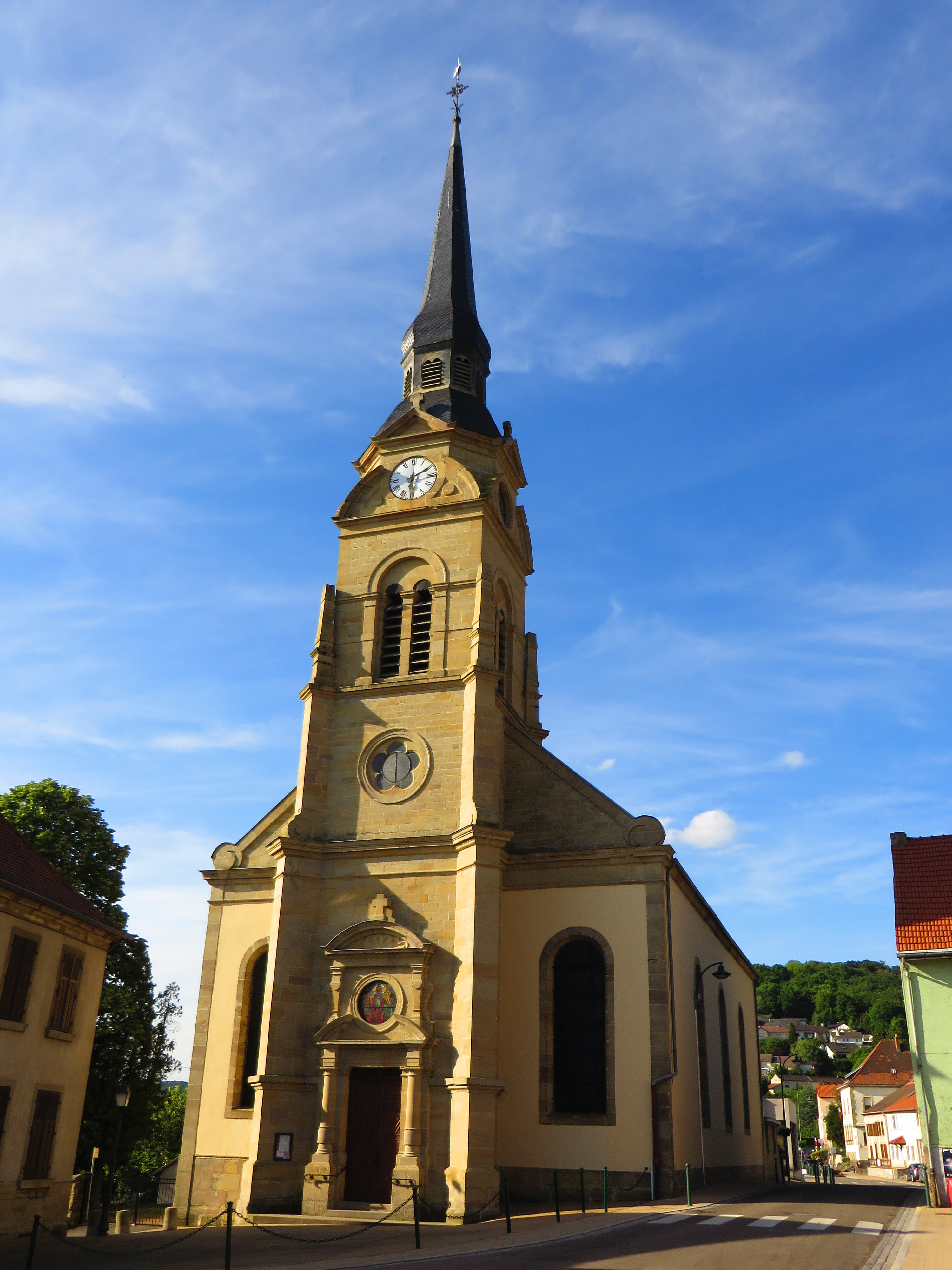
Église de la Sainte-Trinité.
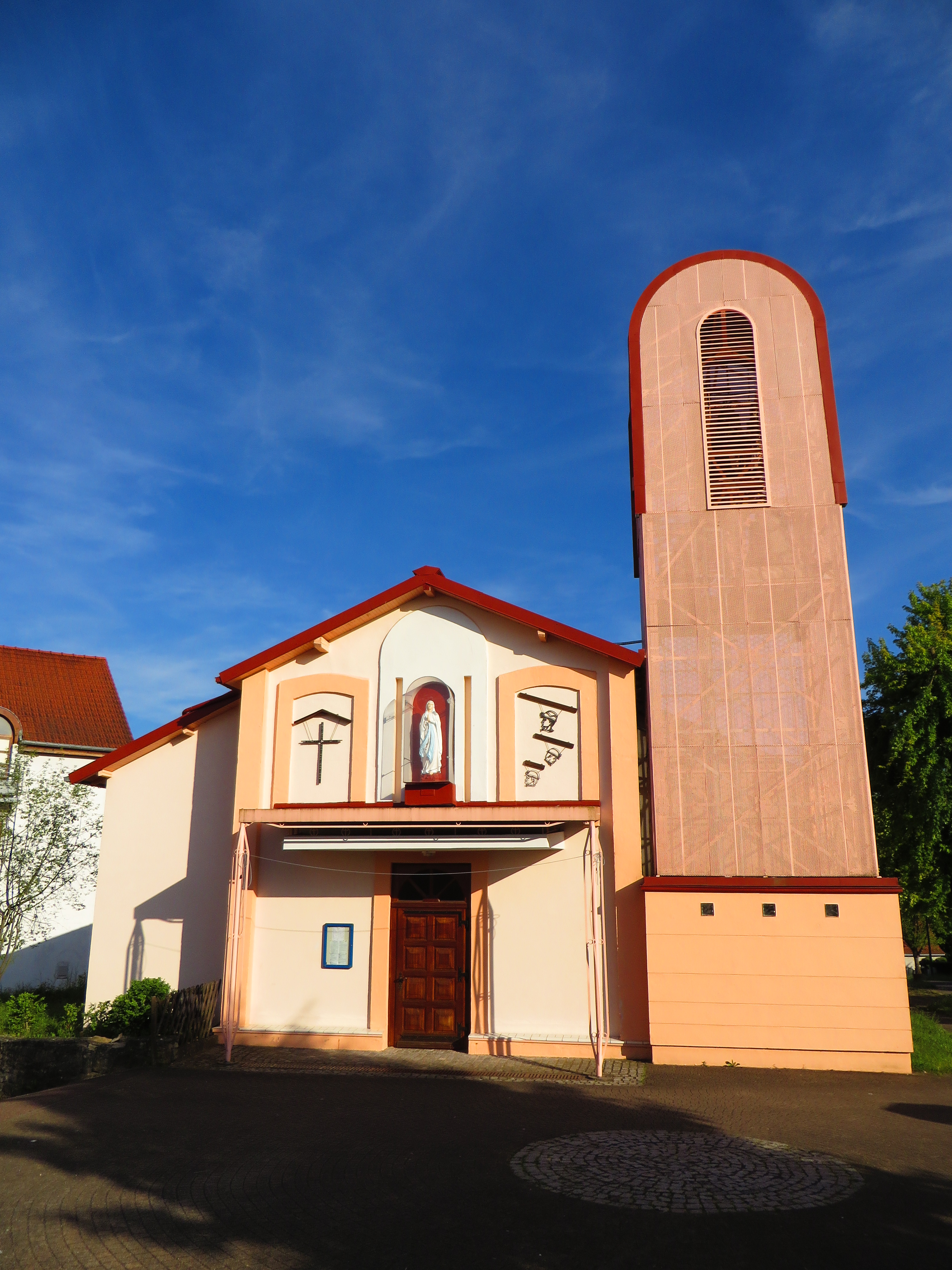
Église Notre-Dame-des-Houillères (Cité Belle Roche).
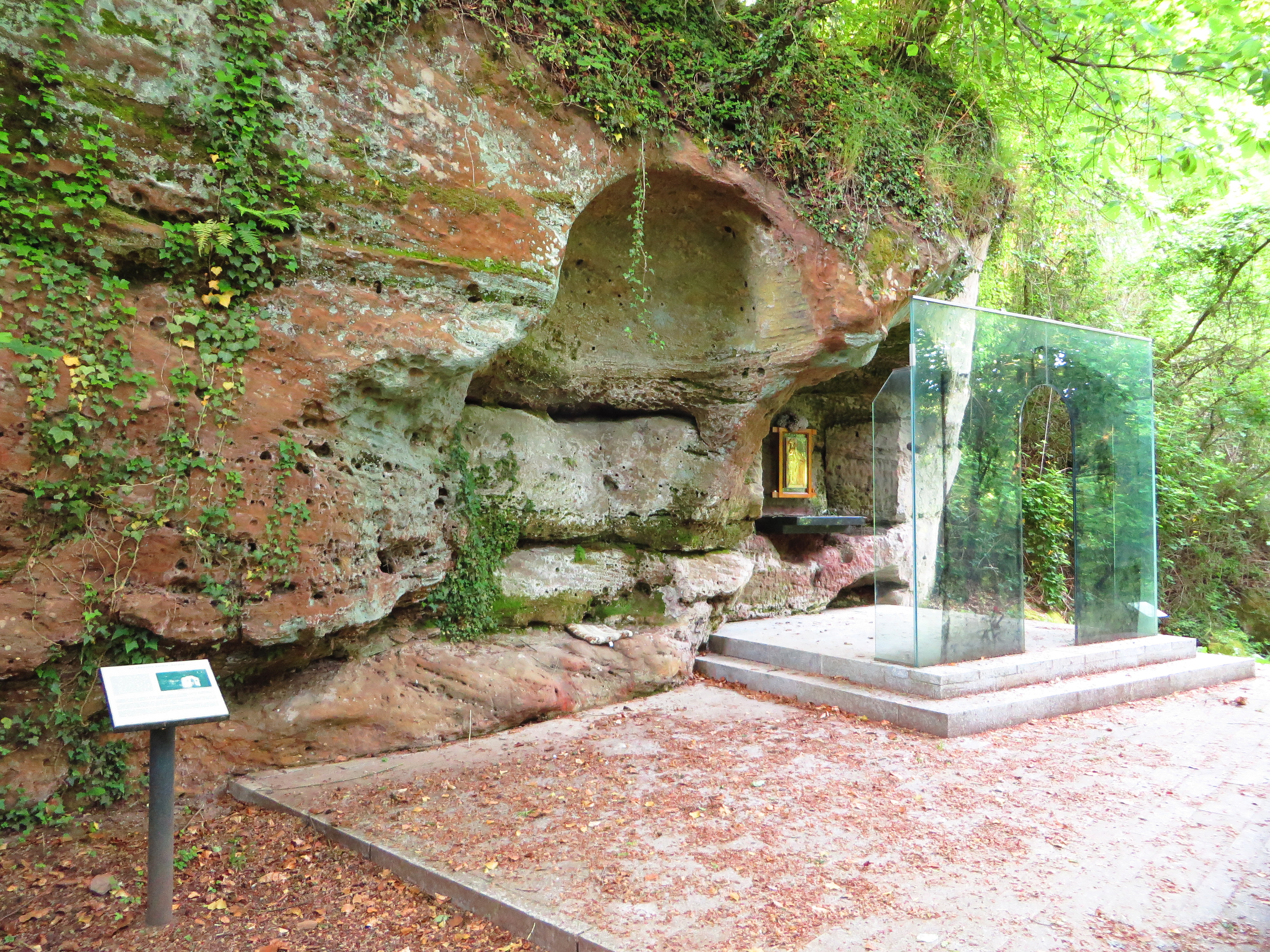
Chapelle Sainte-Hélène.

### Héraldique
| Blason de Cocheren | Blason  | Parti : au 1er d'azur à la crosse d'or, au livre ouvert d'argent brochant sur le tout, au 2e d'azur semé de croisettes d'argent, au lion du même, lampassé et couronné d'or, brochant sur le tout. |
| Blason de Cocheren | Détails | Le statut officiel du blason reste à déterminer. |

## Pour approfondir